# Fritz Henning
Fritz Gustav Hermann Henning (Karlsburg, atualmente pertencente a Strasburg, Kreis Prenzlau, 11 de setembro de 1877 – Bremen, 4 de dezembro de 1958) foi um físico alemão.

## Biografia
Henning estudou ciências naturais a partir de 1898 em Halle e Berlim e obteve um doutorado em física em 1901 em Halle, com a tese Über radioaktive Substanzen. No mesmo ano foi para a Physikalisch-Technische Reichsanstalt em Berlim. Foi professor extraordinário da Universidade de Berlim onde foi de 1927 a 1945 diretor da seção de calor e pressão.
Lidou com a medição de altas e baixas temperaturas e com pesquisa sobre vapor. Suas pesquisas para medição de temperatura foram uma base importante para a introdução da Escala Internacional de Temperatura em 1927 e suas investigações sobre o vapor de água encontraram seu caminho em tabelas internacionais de pressão de vapor.
Foi editor do livro-texto Praktischer Physik de Friedrich Kohlrausch, colaborador nas tabelas físico-químicas de Landolt-Börnstein, colaborador no Dicionário de Mão de Física de Arnold Berliner e Karl Scheel e coeditor do Handbuch der Physik de Geiger/Scheel.

## Obras
- Grundlagen, Methoden und Ergebnisse der Temperaturmessung, Vieweg 1915
- com Ludwig Holborn, Karl Scheel: Wärmetabellen: Ergebnisse aus den thermischen Untersuchungen der Physikalisch-Technischen Reichsanstalt, Vieweg 1919
- Wärmetechnische Richtwerte, VDI Verlag 1938
- Temperaturmessung, Leipzig: Barth 1951, 3. Ed. Springer Verlag 1977 (Bearbeiter Helmut Moser)
- Von tiefen und hohen Temperaturen, Teubner 1951